# Алма-Атинская хлопкопрядильная фабрика
Алма-Атинская хлопкопрядильная фабрика, Министерства лёгкой промышленности Казахской ССР (ул. Наурызбай батыра, 17). Основана была в 1942 году. В 1957—1975 годах фабрика реконструировалась. Выпускала высококачественную хлопчатобумажную пряжу для трикотажного производства и фильтроэлементы для сельскохозяйственных машин. В 5 усовершенствованных цехах фабрики было установлено 525 единиц технологического оборудования. План от реализации продукции в 1983 году составил 21 млн рублей. По сравнению с 1942 годом выпуск продукции увеличился в 20 раз. При фабрике имелось: клуб, здравпункт, библиотека (книжный фонд был около 18 тыс. ед.), столовая, общежитие на 1000 мест, 3 детских сада, зона отдыха на Капшагайском водохранилище.
В 1990-х годах приватизировано, выведено из государственной собственности, преобразовано в Акционерное общество и ликвидировано. Оборудование, здание и объекты предприятия проданы.